# Светлое (Выборгский район)
Светлое — упразднённый посёлок в Гончаровском сельском поселении Выборгского района Ленинградской области. В 2011 году включен в состав города Выборг.

## География
Располагался у трассы A181 «Скандинавия», севернее автодорожной развязки с дорогой «подъезд к Выборгу со стороны Санкт-Петербурга», у озера Голубое.

## История
До 1939 года деревни Кархусуо и Скюттяля, располагавщиеся в 2,5 км севернее посёлка, входили в состав Выборгского сельского округа Выборгской губернии Финляндской республики.
По постановлению общего собрания рабочих и служащих подсобного хозяйства областной школы животноводства в начале 1948 г. деревне Скюттяля было присвоено наименование «Светлая». Переименование в форме среднего рода закрепили Указом Президиума ВС РСФСР от 13 января 1949 г. Со временем у станции Кархусуо на линии Выборг — Вещево образовался жилой район (современный посёлок Светлое) который был включен в состав посёлка Светлое.
С 1 июня 1954 года — в составе Черкасовского сельсовета.
Согласно данным 1966 и 1973 годов посёлок Светлое входил в состав Черкасовского сельсовета.
Уже к 1970-м годам старая часть посёлка исчезла и сохранился только район у станции.
В 1997 году посёлок Светлое входил в состав Гончаровской волости проживал 1 человек.

## Население
| 1997 | 2002 |
| ---- | ---- |
| 1    | ↗11  |